# 仙霞关
仙霞关位于中国浙江省江山市保安乡南部，为穿越仙霞岭的仙霞古道上的重要关隘，为浙、闽、赣三地要冲，素有“东南锁钥，八闽咽喉”之称，是目前保存最完整的唐末黄巢起义遗址，现存四道关门和五公里麻石垒砌的古道。古时与附近的安民关、二渡关、木城关、黄坞关、六石关合称仙霞六关。与雁门关、函谷关、剑门关并称中国四大古关口。南明時期隆武政權軍隊在此抵禦進逼福建的清兵。
1942年5月，105師曾在保安乡、仙霞岭一带构筑3道防线，其中就在仙霞关北口一带重点布防，抵御日军进攻。在历时10天的战斗中，中国军队以伤亡500余人的代价，击退日军进攻，歼敌1000余人。使日军没有越过仙霞岭，廿八都及闽北浦城一带。。
原称仙霞岭黄巢起义遗址，于1963年3月公布。2011年公布第六批浙江省文物保护单位时将仙霞古道与其合并，名称定为仙霞古道。